# Leandro de Almeida
Leandro de Almeida, właśc. Leandro Marcolini Pedroso de Almeida (ur. 19 marca 1982 w Cornélio Procópio) – brazylijski piłkarz posiadający węgierskie obywatelstwo, grający na pozycji lewego pomocnika lub obrońcy. Występuje w węgierskim klubie Ferencváros.

## Kariera klubowa
Leandro urodził się w Cornélio Procópio, w stanie Parana. Karierę piłkarską rozpoczął trenując w Corinthians São Paulo, a w 1998 przeszedł do młodzieżowej drużyny Londrína EC. W 1999 jako 17-latek wyjechał na Węgry i został zawodnikiem budapeszteńskiego klubu MTK Hungária. W sezonie 1999/2000 zadebiutował w lidze, jednak w barwach MTK, z którym został wicemistrzem kraju i zdobył Puchar Węgier, rozegrał tylko dwa spotkania w lidze węgierskiej. Latem 2000 roku trafił do trzecioligowego Büki TK Bükfürdo, który na koniec sezonu 2000/2001 wywalczył awans do drugiej ligi.
Na początku 2001 Leandro zmienił klub i został piłkarzem Haladásu Szombathely, który po zajęciu 7. miejsca w tabeli grupy A węgierskiej NB I w pierwszej części sezonu 2000/2001 został przesunięty na drugą część sezonu do niższej ligi NB I/B. Leandro zwyciężył razem z zespołem w rozgrywkach grupy zachodniej i wywalczył awans do najwyższej klasy rozgrywkowej na Węgrzech. W sezonie 2001-2002 Leandro strzelił 8 bramek w 35 meczach w NB I, jednak zespół z Szombathely, po rozegraniu rundy play-off zajął ostatecznie 11. miejsce w tabeli i spadł do niższej ligi.
Po spadku Haladásu Leandro odszedł do zespołu ówczesnego wicemistrza kraju Ferencvárosu. W 2003 zdobył z nim Puchar Węgier, a w sezonie 2003/2004 wywalczył z nim zarówno mistrzostwo kraju, jak i puchar. W 2005 roku Leandro został wypożyczony do brazylijskiego Athletico Paranaense, z którym dotarł do finału Copa Libertadores i wygrał mistrzostwa stanu Parana. W Ferencvárosu grał do końca sezonu 2005/2006.
Latem 2006 Leandro trafił do zespołu Debreczyn VSC. Swoją przygodę z tym klubem rozpoczął od wywalczenia mistrzostwa kraju w 2007 roku, a następnie także Superpucharu Węgier. W sezonie 2007/2008 razem z drużyną został wicemistrzem kraju, wygrał Puchar Węgier oraz dotarł do finału Pucharu Ligi Węgierskiej. W lidze w tym sezonie zdobył 8 bramek w 27 meczach, jakie rozegrał. Także w sezonie 2008/2009 osiągnął kolejny sukces z Debreczynem VSC - wywalczył tytuł mistrza Węgier.
| Sezon   | Klub                 | Kraj     | Rozgrywki   | Mecze | Bramki |
| ------- | -------------------- | -------- | ----------- | ----- | ------ |
| 1999/00 | MTK Hungária         | Węgry    | NB I        | 2     | 0      |
| 2000/01 | Büki TK Bükfürdo     | Węgry    | NB III      | 10    | 0      |
| 2000/01 | Haladás Szombathely  | Węgry    | NB I/B      | 17    | 3      |
| 2001/02 | Haladás Szombathely  | Węgry    | NB I        | 35    | 8      |
| 2002/03 | Ferencváros          | Węgry    | NB I        | 29    | 4      |
| 2003/04 | Ferencváros          | Węgry    | NB I        | 30    | 3      |
| 2004/05 | Ferencváros          | Węgry    | NB I        | 11    | 0      |
| 2005    | Athletico Paranaense | Brazylia | Série A     | 4     | 0      |
| 2005/06 | Ferencváros          | Węgry    | NB I        | 15    | 0      |
| 2006/07 | Debreczyn VSC        | Węgry    | NB I        | 26    | 6      |
| 2007/08 | Debreczyn VSC        | Węgry    | NB I        | 27    | 8      |
| 2008/09 | Debreczyn VSC        | Węgry    | NB I        | 29    | 5      |
| 2009/10 | Debreczyn VSC        | Węgry    | NB I        | 13    | 3      |
| 2009/10 | Omonia Nikozja       | Cypr     | A Katigoria | 15    | 1      |
| 2010/11 | Omonia Nikozja       | Cypr     | A Katigoria | 28    | 4      |
| 2011/12 | Omonia Nikozja       | Cypr     | A Katigoria | 16    | 1      |
| 2012/13 | Omonia Nikozja       | Cypr     | A Katigoria | 30    | 6      |
| 2013/14 | Omonia Nikozja       | Cypr     | A Katigoria | 26    | 2      |
| 2014/15 | Omonia Nikozja       | Cypr     | A Katigoria | 17    | 3      |
| 2015/16 | Ferencváros          | Węgry    | NB I        |       |        |

## Kariera reprezentacyjna
W 2003 Leandro otrzymał węgierskie obywatelstwo i w sierpniu tego roku został powołany do młodzieżowej reprezentacji Węgier U-21. 18 sierpnia zagrał w towarzyskim spotkaniu z reprezentacją Słowenii. Następnie wystąpił w dwóch meczach eliminacji do Mistrzostw Europy U-21, z reprezentacją Łotwy oraz reprezentacją Polski. 18 listopada Leandro wystąpił w barwach reprezentacji do lat 21, w towarzyskim meczu przeciwko reprezentacji Estonii.
2 czerwca 2004 Leandro zadebiutował w pierwszej reprezentacji Węgier, w przegranym 1:2 towarzyskim spotkaniu z reprezentacją Chin. Brał udział w eliminacjach do Euro 2008, gdzie zagrał w trzech spotkaniach, dwukrotnie z reprezentacją Malty oraz z reprezentacją Grecji.